# Pattaya Women's Open 1999
Pattaya Women's Open 1999, також відомий під назвою Volvo Women's Open, — жіночий тенісний турнір, що проходив на відкритих кортах з твердим покриттям у Паттайї (Таїланд). Належав до турнірів 4-ї категорії в рамках Туру WTA 1999. Відбувсь удесяте і тривав з 15 до 22 листопада 1999 року, тобто був останнім турніром сезону. Кваліфаєр Магдалена Малеєва здобула титул в одиночному розряді.

## Учасниці

### Сіяні учасниці
| Країна      | Гравчиня        | Рейтинг | Сіяна |
| ----------- | --------------- | ------- | ----- |
| Хорватія    | Сільвія Талая   | 31      | 1     |
| Франція     | Сара Пітковскі  | 33      | 2     |
| Австрія     | Сільвія Плішке  | 36      | 3     |
| Люксембург  | Анна Кремер     | 39      | 4     |
| Росія       | Тетяна Панова   | 44      | 5     |
| Пуерто-Рико | Крістіна Бранді | 55      | 6     |
| Чехія       | Деніса Хладкова | 59      | 7     |
| Австралія   | Ніколь Пратт    | 58      | 8     |

### Інші учасниці
Нижче наведено учасниць, які отримали вайлдкард на участь в основній сітці:
- Оса Карлссон
- Бенджамас Сангарам
- Йоаннетта Крюгер

Нижче наведено учасниць, що отримали вайлдкард на участь в основній сітці в парному розряді:
- Бенджамас Сангарам /  Ірода Туляганова

Нижче наведено учасниць, що пробились в основну сітку через стадію кваліфікації в одиночному розряді:
- Ірода Туляганова
- Тіна Кріжан
- Магдалена Малеєва
- Ольга Барабанщикова

Нижче наведено учасниць, що пробились в основну сітку через стадію кваліфікації в парному розряді:
- Джанет Лі /  Вінне Пракуся

## Фінальна частина

### Одиночний розряд
Магдалена Малеєва —  Анна Кремер, 4–6, 6–1, 6–2
- Для Малеєвої це був 7-й титул WTA і перший від 1995 року.

### Парний розряд
Емілі Луа /  Оса Карлссон —  Євгенія Куликовська /  Патріція Вартуш, 6–1, 6–4